# Joris Veselaer
Joris Jacobsz Veselaer of Veseler (Antwerpen, ca. 1589 – begraven Amsterdam, 23 november 1624) was een Amsterdamse drukker.
Veselaer vestigde zich in 1609 in Amsterdam. Zijn drukkerij bevond zich aan de Zuiderkerk, in de Hope. Hij drukte onder andere een werk over de dood van Johan van Oldenbarnevelt en een boek van Johannes Uyttenbogaert. Ook drukte hij de Courante uyt Italien, Duytslandt, &c. in opdracht van Caspar van Hilten.
Na zijn overlijden werd de drukkerij voortgezet door zijn weduwe. In 1628 hertrouwde ze met drukker Jan Fredericksz. Stam. Hij drukte in datzelfde jaar onder de imprint: Jan Fredericksz. Stam, inde Druckerje van Veselaer. In 1639 wordt vermeld dat hij drukt ten huize van wijlen Veselaer.